# Mesquita Jamkaran
La mesquita Jamkaran (persa: مسجد جمکران) és una de les mesquites més importants de la ciutat de Qom, a l'Iran.

## Història
La mesquita, situada a 6 km a l'est de Qom, ha estat un lloc sagrat almenys des del 17 de Ramadà del 373 del calendari musulmà (22 de febrer de 984 ae), quan segons la web de la mesquita, el xeic Hassan ibn Muthlih Jamkarani s'hi trobà amb Muhammad al-Mahdí, el dotzé imam, juntament amb el profeta Al-Khidr. Aquests li van dir a Jamkarani que el terreny on es trobaven era «noble» i que el seu propietari, Hasan bin Muslim, volia deixar de conrear-lo i finançar-hi la construcció d'una mesquita amb els guanys que havia acumulat cultivant-lo.
Entre 1995 i 2005 es difongué la fama de la mesquita, i vingueren a visitar-la molts pelegrins, sobretot joves. A la part posterior de la mesquita hi ha un «pou dels desigs», on es creu que el dotzè imam «tingué una revelació miraculosa del seu Creador». Els pelegrins lliguen petites cordes en un nus al voltant de les reixetes que cobreixen el pou sagrat, perquè els seus desigs siguen rebuts per l'imam Mahdi. Cada matí els vigilants tallen les cordes del dia anterior.
El dimarts és especialment popular perquè es diu que fou el dia en què es va produí la visió i, per tant, és el dia en què l'imam escolta les peticions. La congregació de persones «sembla una gran festa de maleter en què els venedors es col·loquen als aparcaments i les famílies en catifes de pícnic, i desenes de milers de persones passegen pels terrenys com si estigueren esperant un gran esdeveniment». A voltes més de cent mil pelegrins resen fora de la desbordada mesquita l'oració de la Magrib. D'acord amb la separació de sexes, les dones estan en una zona especial i tenen el seu propi pou. També els dimarts, la cuina de la mesquita proporciona un sopar gratis a milers de persones.
Un dels primers actes del govern del president Mahmud Ahmadinejad fou donar deu milions de lliures a la mesquita per finançar el projecte de convertir «la mesquita Jamkaran, de grandària normal, en un gran conjunt amb sales d'oració, minarets, aparcaments i ablucions». Als darrers anys, els supervisors del conjunt de Jamkaran han restringit l'accés de la premsa estrangera a la mesquita principal i al pou.

## Galeria d'imatges

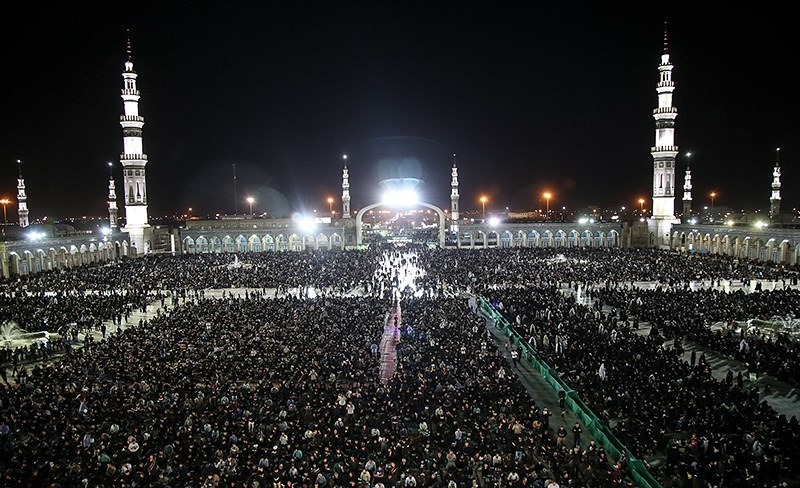
Iranians observant la Nit del Destí a la mesquita Jamkaran
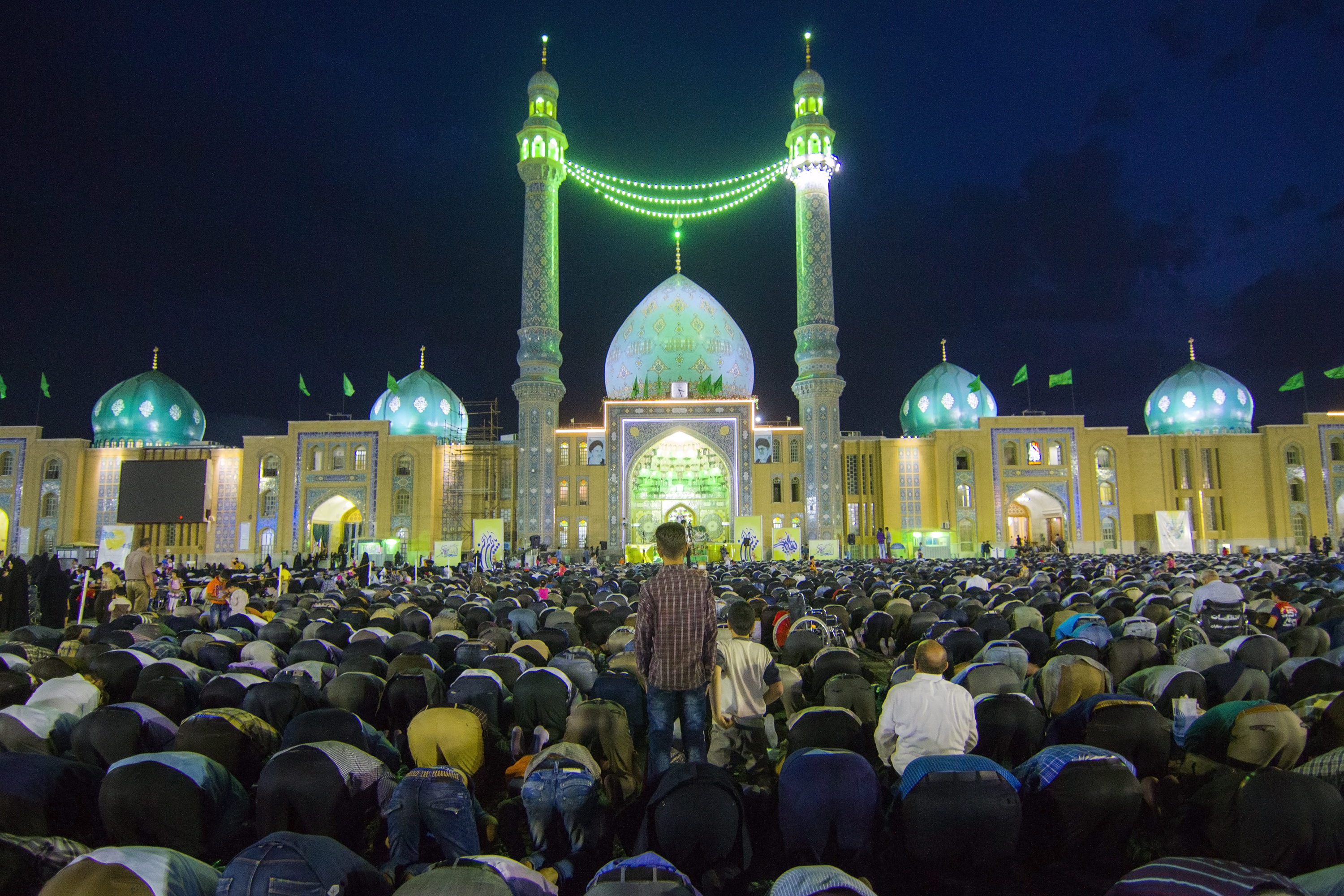
Persones resant l'oració del Magrib a la mesquita Jamkaran
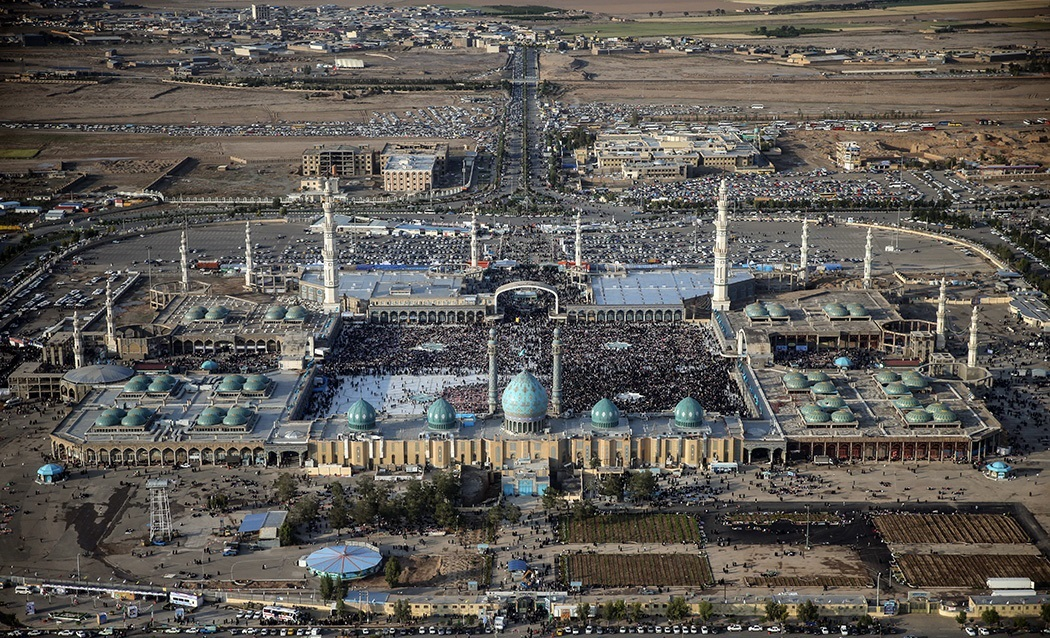
Vista des de dalt de tot el conjunt